# Mazda Kabura
El Mazda Kabura es un prototipo de automóvil cupé deportivo diseñado por la compañía japonesa Mazda, que fue presentado en el salón del automóvil de Norteamérica en 2006 y diseñado en Irvine, California. 

## Características
Tiene una caja de cambios manual de 6 velocidades. Tiene neumáticos Bridgestone Potenza, con llantas de 245/35 R19 en la parte delantera y 245/32 R20 en la parte trasera. El parabrisas y la parte delantera del techo están integrados en una superficie de cristal sin uniones. Tiene una disposición de los asientos 3+1 con butacas plegables. Tiene tres puertas, las dos delanteras se abren convencionalmente y la tercera es para los asientos traseros y es plegable.